# Дитячі залізниці

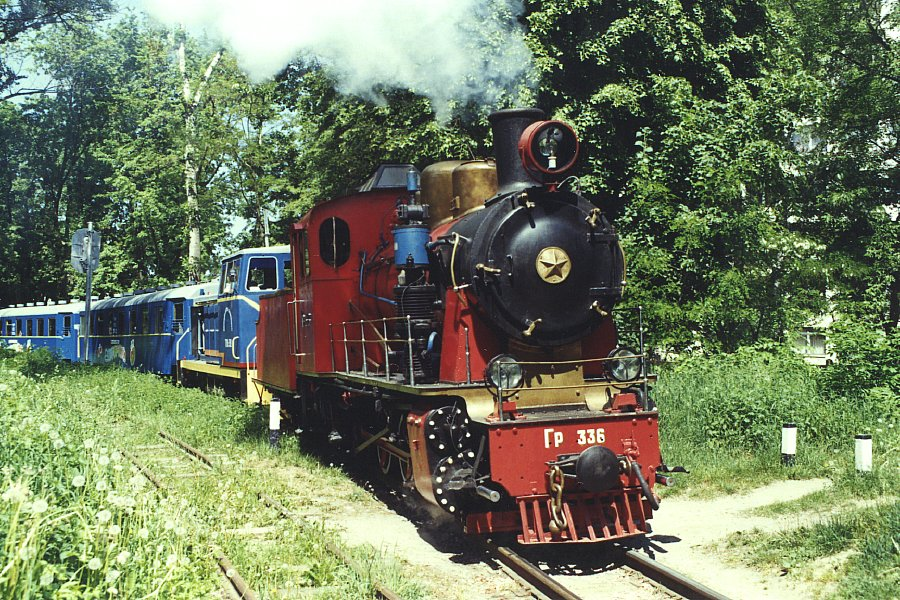
Паровоз на дитячій залізниці в Києві

Дитя́чі залізни́ці — позашкільні навчальні та розважальні заклади, у яких діти 8—15 років знайомляться із залізничним фахом.
Дитяча залізниця зазвичай являє собою вузькоколійку довжиною декілька кілометрів, ізольовану від загальної мережі залізниць, іноді замкнута в кільце. Переважно дитячі залізниці не мають транспортного значення. Найчастіше вони будувались у міських парках та зонах відпочинку.
Перша дитяча залізниця була збудована у Москві в 1932 році. В Україні перша дитяча залізниця з'явилась у Дніпрі в 1936 році.

## Дитячі залізниці в Україні

Паровоз на дитячій залізниці в Докучаєвську.

На теренах України дитячі залізниці працюють у таких містах:
- Дніпро — Дніпровська дитяча залізниця
- Донецьк — Мала Донецька залізниця імені В. В. Приклонського
- Запоріжжя — Запорізька дитяча залізниця
- Київ — Мала Південно-Західна залізниця
- Луцьк — Луцька дитяча залізниця
- Львів — Львівська дитяча залізниця
- Рівне — Рівненська дитяча залізниця
- Харків — Мала Південна залізниця
- Ужгород — Ужгородська дитяча залізниця[2]

Раніше існували дитячі залізниці у таких містах України:

Мелітопольська дитяча залізниця, 1938

- Алчевськ — Комунарська дитяча залізниця
- Брянка — Брянківська дитяча залізниця
- Євпаторія — Євпаторійська дитяча залізниця
- Конотоп — Конотопська дитяча залізниця
- Макіївка — Макіївська дитяча залізниця
- Мелітополь — Мелітопольська дитяча залізниця
- Одеса — Одеський дитячий трамвай.
- Перевальськ — Мала Перевальська залізниця